# Винсент, Стронг
Стронг Винсент (англ. Strong Vincent, 17 июня 1837 — 7 июля 1863) — американский юрист, участник Гражданской войны в США. Командовал бригадой Потомакской армии, которая обороняла высоту Литл-Раунд-Топ во время битвы при Геттисберге. Был ранен в этом бою и умер через неделю.

## Ранние годы
Винсент родился в пенсильванском Уотерфорде (округ Эри), в семье железопромышленника Бетеля Бойда Винсента и Сары Энн Стронг. В 1843 году семья переехала в Эри и Винсент поступил в Академию Эри. В 14 лет он работал на фабрике своего отца, сначала шесть месяцев в мастерских, а затем в офисе фабрики. В поисках научного образования он оставил Эри в 17 лет и отправился в Хартворд (Коннектикут), где поступил в Тринити-колледж. Здесь он познакомился с Элизабет Картер, своей будущей женой. Из-за неё он ввязался в драку и был исключён из академии. Винсент поступил в Гарвардский Колледж, который окончил в 1859 году.
Винсент вернулся в Эри и стал юристом, обучаясь у адвоката Уильяма Лэйна. В 1860 он получил лицензию юриста и начал практику, став партнером Лэйна.
Когда началась война, он вступил в армию добровольцем, а за несколько дней до отбытия из Эри женился на Элизабет Картер.

## Гражданская война
Когда началась война, Винсент вступил в Пенсильванское Ополчение в звании первого лейтенанта. 14 сентября 1861 года он стал подполковником 83-го Пенсильванского полка, а в июне 1863 года стал полковником. Полк участвовал в Семидневной битве, где в сражении при Гэйнс-Милл погиб его полковник, и Винсент принял командование полком. На Вирджинском полуострове он заболел малярией и был отправлен в отпуск по болезни до декабря 1862 года. Вернувшись в армию, он участвовал в сражении при Фредериксберге.
20 мая 1863 года он стал командиром 3-й бригады 1-й Дивизии V корпуса Потомакской армии, сменив полковника Томаса Стоктона, который покинул эту должность 18 мая, чтобы заняться набором добровольцев в Теннесси.
Когда началась геттисбергская кампания, бригада Винсента состояла из четырёх пехотных полков:
- 20-й Мэнский: полковник Джошуа Чемберлен
- 16-й Мичиганский: подполковник Норвал Уэлч
- 44-й Нью-Йоркский: полковник Джеймс Райс[англ.], подполковник Фриман Конер
- 83-й Пенсильванский: кап. Орфеус Вудвард

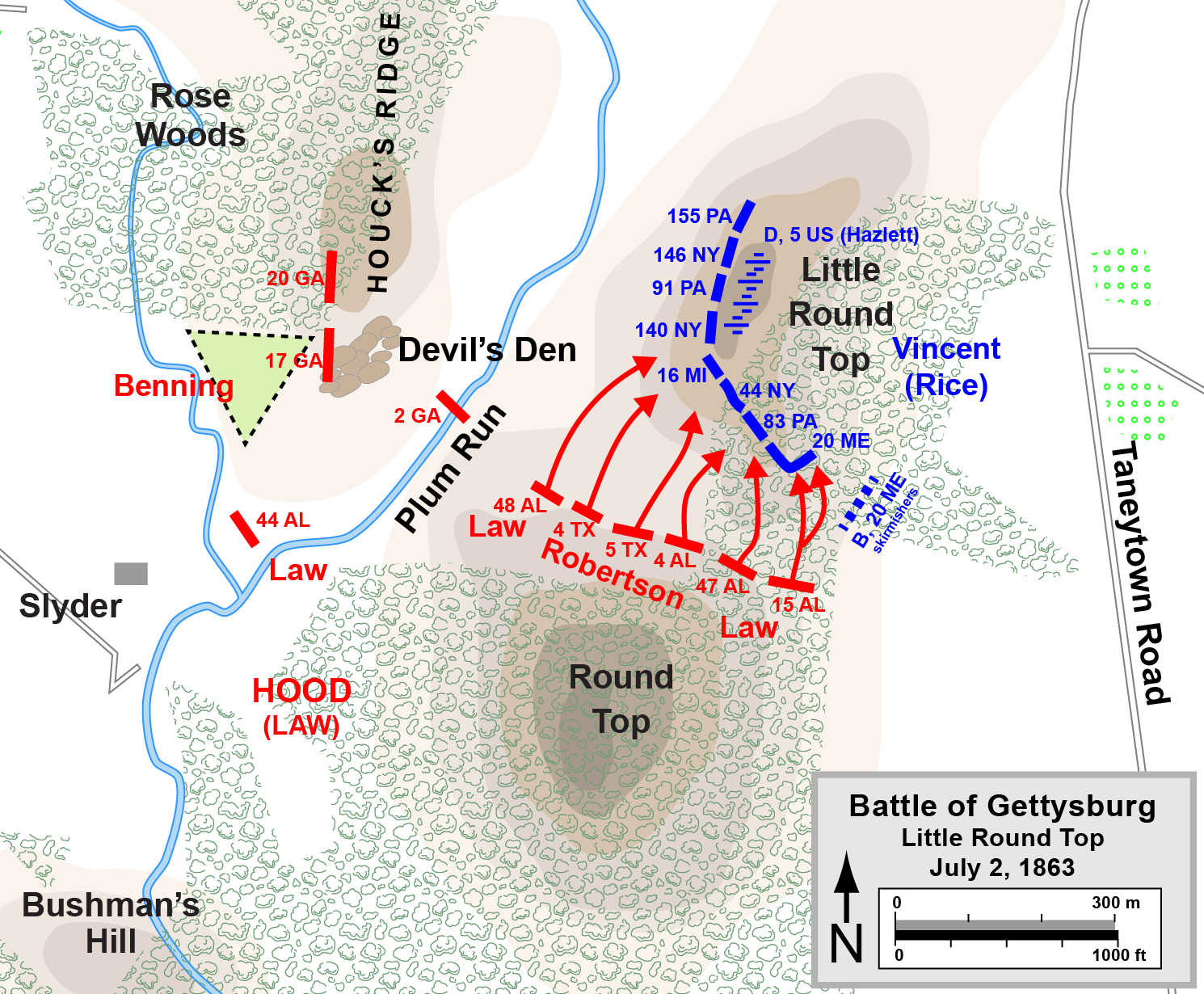
Позиция бригады Винсента на Литл-Раунд-Топ

Винсент прибыл к Геттисбергу днём 2 июля, на второй день сражения. Его бригада была первой бригадой дивизии Барнса, пришедшей на поле боя. В это время Говернор Уоррен обнаружил не занятую войсками высоту Литл-Раунд-Топ и послал лейтенанта Рональда Маккензи в штаб III корпуса с просьбой прислать на высоту бригаду. Командование III корпуса отказало, и тогда Маккензи отправился к командованию V корпуса, и вскоре нашел генерала Сайкса. Барнс приказал Винсенту отправить свою бригаду на Литл-Раунд-Топ. В воспоминаниях рядового Оливера Нортона, знаменосца бригады Винсента, присутствует другой вариант этой сцены:
Винсент спросил Макензи: «Капитан, какие у вас приказы?»
Капитан ответил: «Где генерал Барнс?»
«Какие у вас приказы? Покажите мне ваши приказы».
«Генерал Сайкс велел мне передать генералу Барнсу, чтобы тот послал одну из своих бригад занять вон тот холм»

Винсент сказал: «Я под свою ответственность пошлю туда свою бригаду».
Винсент тут же приказал Джеймсу Райсу, полковнику 44-го Нью-Йоркского полка, вести бригаду на холм, а сам помчался к холму вместе со знаменосцем. Они поднялись на холм с южной стороны и Винсент, спешившись, тщательно изучил всю высоту. Он определил, что наибольшая опасность угрожает холму со стороны Биг-Раунд-Топ и седловины, что террасы на южном склоне удобны для размещения пехоты, и что северный склон пока прикрыт корпусом Сиклса. Каменный отрог на южной стороне холма был удобной позицией для флангового полка, а остальные можно было растянуть на север сколько возможно, стараясь состыковаться с крайними левыми полками корпуса Сиклса.
Первым на высоту пришёл 20-й Мэнский полк полковника Джошуа Чемберлена. Винсент велел ему занять отгор высоты на левом фланге. Впоследствии это место назовут «отрог Винсента» (Vincent's Spur или Vincent's Ridge). Винсент показал Чемберлену удерживать эту позицию при любых обстоятельствах. «Вы поняли? — повторил он, — держите эту позицию любой ценой!». Остальные полки бригады встали правее 20-го Мэнского в том порядке, в котором они стояли в колонне на марше. 83-й Пенсильванский встал правее и ниже, почти у подножия холма со стороны седловины. 44-й Нью-Йоркский Винсент решил поставить на правом фланге, но полковник Райс сказал, что во всех сражениях его полк стоял около 83-го, и тогда Винсент велел поставить на фланге 16-й Мичиганский полк. Таким образом, 83-й Пенсильванский и 44-й Нью-Йоркский оказались в центре его линии. В то же время Винсент послал капитана Эугена Нэша на разведку к горе Биг-Раунд-Топ, а рота В 20-го Мэнского полка была отправлена вперёд в стрелковую цепь.

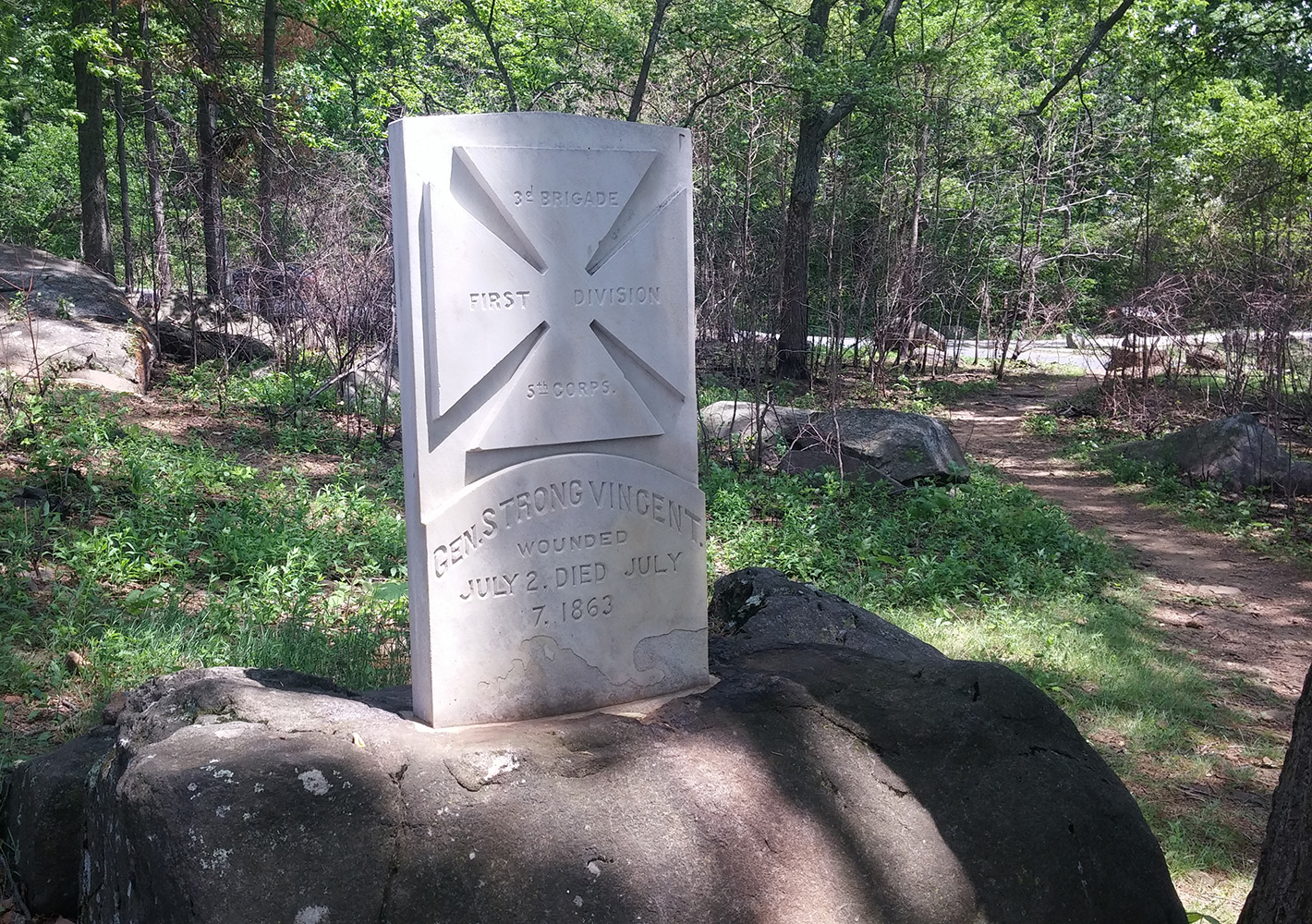
Памятник на месте ранения Винсента.

Перваы атака алабамской бригады Эвандера Лоу пришлась на центр бригады Винсента, затем последовали атаки на фланги - на позиции 20-го Мэнского слева и на позиции 16-го Мичиганского справа. В этот момент в рядах 16-го Мичиганского произошло некоторое недоразумение. «Мы стояли на этой позиции примерно полчаса, — писал Уэлч в рапорте, — пока кто-то (вероятно, генерал Уид или генерал-майор Сайкс) крикнул с вершины холма отступать ближе к вершине, где можно занять менее открытую позицию». Этот приказ (если это был действительно приказ) расстроил ряды полка. Знаменосцы стали отходить назад. Уэлч писал, что лишь несколько человек последовали за ними, но реально ушло 45 человек, почти треть всего полка. Винсент бросился лично навести порядок: он схватил хлыст, подарок своей жены, вскочил с ним на валун и крикнул «Не уступайте им ни дюйма!» и в этот момент получил ранение в бедро. Командование бригадой принял полковник Райс.
Винсента доставили в госпиталь на ближайшей ферме. Ранение оказалось смертельным и он умер через пять дней. Его похоронили на кладбище Эри-Семетери в Эри.

## Память

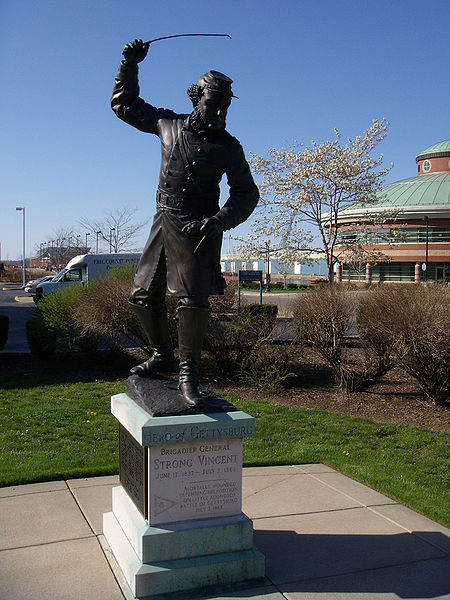
Памятник в Эри (Пенсильвания) - с хлыстом в руке.

В память Винсента установлен памятник на мемориале 83-го Пенсильванского полка на высоте Литл-Раунд-Топ а в 1997 году была установлена статуя у библиотеки в Эри (на ней он изображён с хлыстом в руке). Шпага Винсента (Model 1850 Staff and Field Officers sword) хранится в Вашингтоне в Национальном Музее Американской истории. Винсент с хлыстом на позиции мичиганского полка изображён на картине Дона Трояни «Don't Give An Inch».

## В кино
В фильме «Геттисберг» роль Винсента сыграл Максвелл Колфилд.